# Rhombobolivinella
Rhombobolivinella es un género de foraminífero bentónico de la familia Bolivinellidae, de la superfamilia Loxostomatoidea, del suborden Buliminina y del orden Buliminida. Su especie tipo es Bolivinella romboidalis. Su rango cronoestratigráfico abarca desde el Eoceno hasta el Serravalliense inferior (Mioceno medio).

## Discusión
Clasificaciones previas incluían Rhombobolivinella en el suborden Rotaliina del orden Rotaliida. Clasificaciones más modernas lo incluyen en la superfamilia Cassidulinoidea.

## Clasificación
Rhombobolivinella incluye a las siguientes especies:
- Rhombobolivinella droogeri †
- Rhombobolivinella haywardi †
- Rhombobolivinella romboidalis †
- Rhombobolivinella sztrakosi †
  - Rhombobolivinella sztrakosi italia †
- Rhombobolivinella toddae †